# ريان شيريدان (لاعب دوري الرغبي)
ريان شيريدان (بالإنجليزية: Ryan Sheridan)‏ هو لاعب دوري الرغبي بريطاني، ولد في 24 مايو 1975 في Dewsbury ‏ في المملكة المتحدة.